# 헤르만 메사
헤르만 메사 프레스네다(스페인어: Germán Mesa Fresneda, 1967년 5월 12일~)는 쿠바의 야구 선수, 지도자이다. 쿠바 야구 국가대표팀의 일원으로 1992년 하계 올림픽에서 금메달, 2000년 하계 올림픽에서 은메달을 획득했다.
은퇴 후에는 야구 지도자로 활동하였고 인두스트리알레스와 엘살바도르 야구 국가대표팀 감독을 맡았다. 이후 2023년 월드 베이스볼 클래식 당시에 쿠바 대표팀 코치로 활동했다.